# Флексиг, Эрнст
Эрнст Флексиг (нем. Ernst Flechsig; 5 октября 1852, Бад-Эльстер — 11 октября 1890, там же) — немецкий шахматист. Мастер. Участник нескольких крупных соревнований. Успешно выступал в клубных турнирах. Участвовал в работе над переизданием книги Пауля фон Бильгера «Handbuch des Schachspiels». Помимо практической игры занимался шахматной композицией.
Родился в семье известного в Бад-Эльстере врача. Учился сначала в родном городе, затем в школе Thomasgymnasium в Лейпциге. В 1874 году поступил в Лейпцигский университет. Изучал химию и естественные науки. Получил докторскую степень по химии в 1878 году в Гейдельбергском университете.
Работал в Проскау (сейчас Прушкув в Польше), потом в Бреслау. С 1887 года работал на цементном заводе на заводе семьи Кнох в Хиршберге (Заале-Орла, Тюрингия). В 1890 году заболел тяжелой формой плеврита, был вынужден оставить работу и вернуться к родителям в Бад-Эльстер, где через несколько месяцев умер.
В советской шахматной литературе его постоянно путали с братьями Бернардом и Максимилианом Флейсигами.

## Спортивные результаты
| Год       | Город       | Турнир                                                                | + | − | = | Результат | Место |
| --------- | ----------- | --------------------------------------------------------------------- | - | - | - | --------- | ----- |
| 1871      | Лейпциг     | 1-й конгресс Центральногерманского шахматного союза (побочный турнир) |   |   |   |           | 1     |
|           | Лейпциг     | Летний турнир клуба «Augustea»                                        |   |   |   |           | 1     |
| 1876      | Дюссельдорф | 10-й конгресс Западногерманского шахматного союза                     |   |   |   |           | 3     |
| 1877      | Лейпциг     | 3-й конгресс Центральногерманского шахматного союза                   | 1 | 6 | 4 | 3 из 11   | 10    |
| 1879      | Лейпциг     | 1-й конгресс Германского шахматного союза                             | 3 | 5 | 3 | 4½ из 11  | 8—10  |
| 1880/1881 | Бреслау     | Зимний турнир клуба им. А. Андерсена                                  |   |   |   |           | 1     |
| 1885      | Бреслау     | Матч с Ф. Риманом                                                     |   |   |   | 5 : 5     |       |